# 小瀬村 (山口県)
小瀬村（おぜそん）は、山口県玖珂郡にあった村。現在の岩国市小瀬にあたる。

## 地理
- 河川 ： 小瀬川

## 歴史
- 1899年（明治32年）4月1日 - 小瀬川村が分割し、大字小瀬の区域をもって発足。
- 1955年（昭和30年）4月1日 - 岩国市に編入。同日小瀬村廃止。

## 交通

### 鉄道路線
現在は旧村域を山陽新幹線が通過するが、当時は未開業。

### 道路
現在は旧村域に山陽自動車道が通過するが、当時は未開通。